# Eunidia bella
Eunidia bella är en skalbaggsart som beskrevs av Stefan von Breuning 1942. Eunidia bella ingår i släktet Eunidia och familjen långhorningar. Inga underarter finns listade i Catalogue of Life.